# Радиус на Ван дер Ваалс
| Елемент                                                                                  | радиус (Å) |
| ---------------------------------------------------------------------------------------- | ---------- |
| водород                                                                                  | 1.20       |
| въглерод                                                                                 | 1.70       |
| азот                                                                                     | 1.55       |
| кислород                                                                                 | 1.52       |
| флуор                                                                                    | 1.47       |
| фосфор                                                                                   | 1.80       |
| сяра                                                                                     | 1.80       |
| хлор                                                                                     | 1.75       |
| мед                                                                                      | 1.4        |
| Стойностите са взети от Бонди (1964). Стойностите могат да са различни в други източници |            |

Радиус на Ван дер Ваалс, rw, на атома е радиусът на въображаема твърда сфера, който служи за моделиране на атома. Носи името на Йоханес ван дер Ваалс, удостоен с Нобелова награда за физика през 1910 г., защото пръв предполага, че атомите имат краен размер (т.е. атомите не са просто точки) и посочва физическите последствия от това, като формулира своето уравнение на Ван дер Ваалс.